# Josef Prášek
Josef Prášek (26. března 1861 [uváděno též chybně 4. února 1868, záměna s Karlem Práškem] Hřivno – 26. května 1925 [uváděno též 26. března 1925] Vraždovy Lhotice) byl rakouský a český statkář a politik, na počátku 20. století poslanec Českého zemského sněmu.

## Biografie
Profesí působil jako statkář a politik. Jeho domovskou obcí byly Vlastějovice. Roku 1904 tu patřil k zakládajícím členům sboru dobrovolných hasičů.
Počátkem 20. století se zapojil i do zemské politiky a ve volbách v roce 1901 byl zvolen do Českého zemského sněmu v kurii venkovských obcí (volební obvod Ledeč, Dolní Kralovice). Uvádí se jako člen České agrární strany. Mandát obhájil i ve volbách v roce 1908, opět za agrárníky. V roce 1907 svědčil v soudním sporu, který proti sobě vedli synové Eduarda Grégra a agrárnický politik Josef Žďárský, jenž měl údajně urazit památku jejich otce.